# NCSM Algonquin (DDG 283)
Pour les articles homonymes, voir Algonquin (homonymie).
Pour les autres navires du même nom, voir NCSM Algonquin.
Le NCSM Algonquin (DDG 283) est un destroyer de la classe Iroquois de la Marine royale canadienne des Forces canadiennes. Il est assigné aux Forces maritimes du Pacifique et son port d'attache est la base des Forces canadiennes Esquimalt en Colombie-Britannique sur l'île de Vancouver dans l'océan Pacifique. Son rôle principal en temps de guerre est la lutte antiaérienne et anti-sous-marine, mais il a également pour fonctions d'effectuer des missions de recherche et sauvetage, des patrouilles de souveraineté et de surveillance des zones de pêche. Il est équipé pour servir de commandement à un groupe opérationnel.

## Rôle

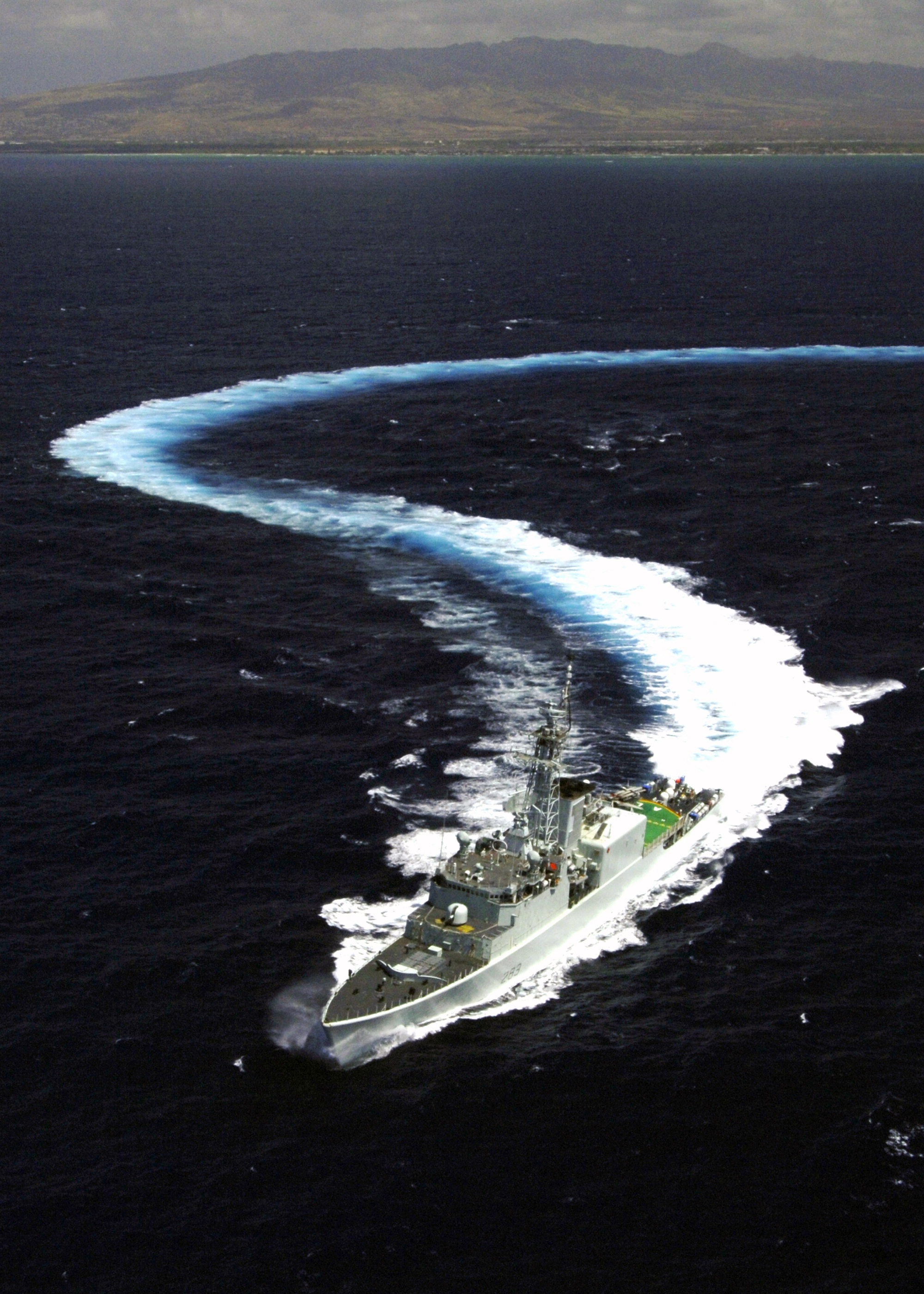
Le NCSM Algonquin participant à un exercice multinational en 2006

Le NCSM Algonquin est un destroyer lance-missiles qui a pour rôle principal la défense aérienne de zone. De plus, étant donné qu'il est doté d'équipement de communications plus complet que les autres navires, il est souvent utilisé pour le commandement et contrôle. En temps paix, il effectue des missions de recherche et sauvetage, de surveillance de zone de pêche et de patrouilles de souveraineté.

## Équipage
Le NCSM Algonquin a à son bord 295 officiers et membres d'équipage. Ceux-ci sont divisés en deux organisations : l'organisation de combat et l'organisation fonctionnelle. Ces dernières sont divisées en sections selon les groupes de métiers. En effet, l'équipage, en plus d'avoir son rôle principal de combat, doit subvenir à ses propres besoins puisque le navire est isolé en mer pour des périodes prolongées. Le commandant du navire est présentement le capitaine de frégate Tim Kerr. Son commandant en second est le capitaine de corvette Pascal Belhumeur et son capitaine d'armes est le premier maître de première classe Guy LeDrew,.

## Aéronefs

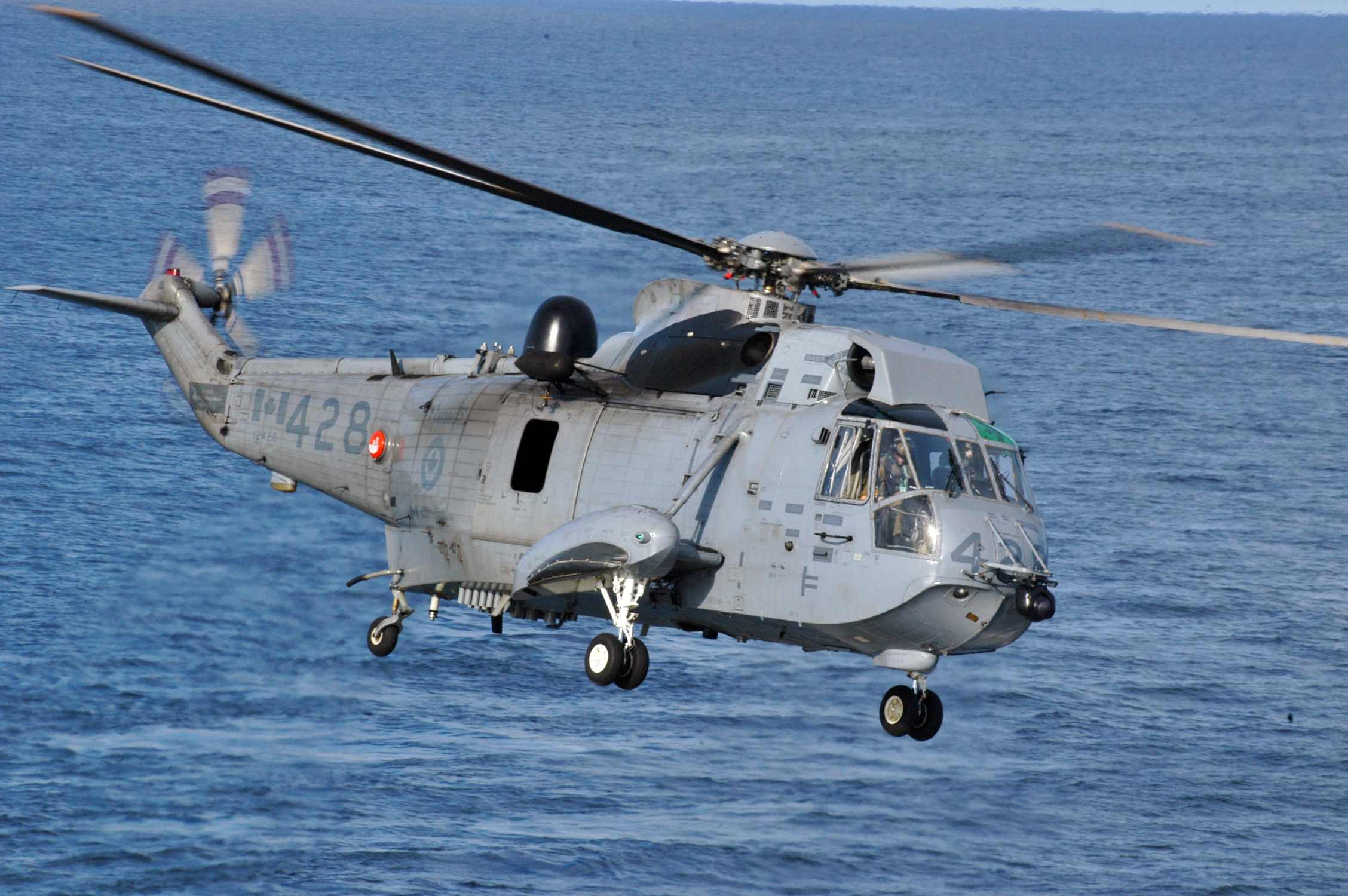
Hélicoptère CH-124 Sea King

Le NCSM Algonquin a deux hélicoptères CH-124 Sea King embarqués. Leur rôle est intégré à celui du navire et est important dans la lutte anti-sous-marine. Ils sont également très utile pour la reconnaissance.

## Histoire
Le NCSM Algonquin a été construit dans les chantiers navals Davie à Lauzon au Québec au début des années 1970,. Il a été mis en service le 3 novembre 1973. Il s'agit alors du quatrième navire de la classe Tribal, renommée plus tard en classe Iroquois, à rejoindre la Marine royale canadienne. Les navires de cette classe ont initialement été conçus pour la lutte anti-sous-marine. Le NCSM Algonquin a été modernisé en 1990 dans le cadre du Projet de modernisation des navires de la classe Tribal,,. Son armement, sa propulsion et son équipement de communications ont été améliorés. Il a été équipé afin de servir de plate-forme de commandement d'un groupe opérationnel.
En mars 2002, le NCSM Algonquin a participé à l'opération Apollo en tant que navire-major du groupe opérationnel canadien dans le golfe d'Oman au Moyen-Orient. Il est revenu au Canada le 14 octobre 2002 après avoir passé plus de sept mois en mer. Le 14 mai 2007, il coula le NCSM Huron, un navire jumeau devenu obsolète, au large de l'île de Vancouver en utilisant un canon provenant du navire coulé. D'août à octobre 2010, il prit part à l'opération Caribbe visant la surveillance aérienne et maritime de l'est de l'océan Pacifique contre le trafic illégal. En août 2011, il participa à l'exercice multinational Panamax dont le rôle est de protéger le canal de Panama en Amérique centrale.

## Traditions

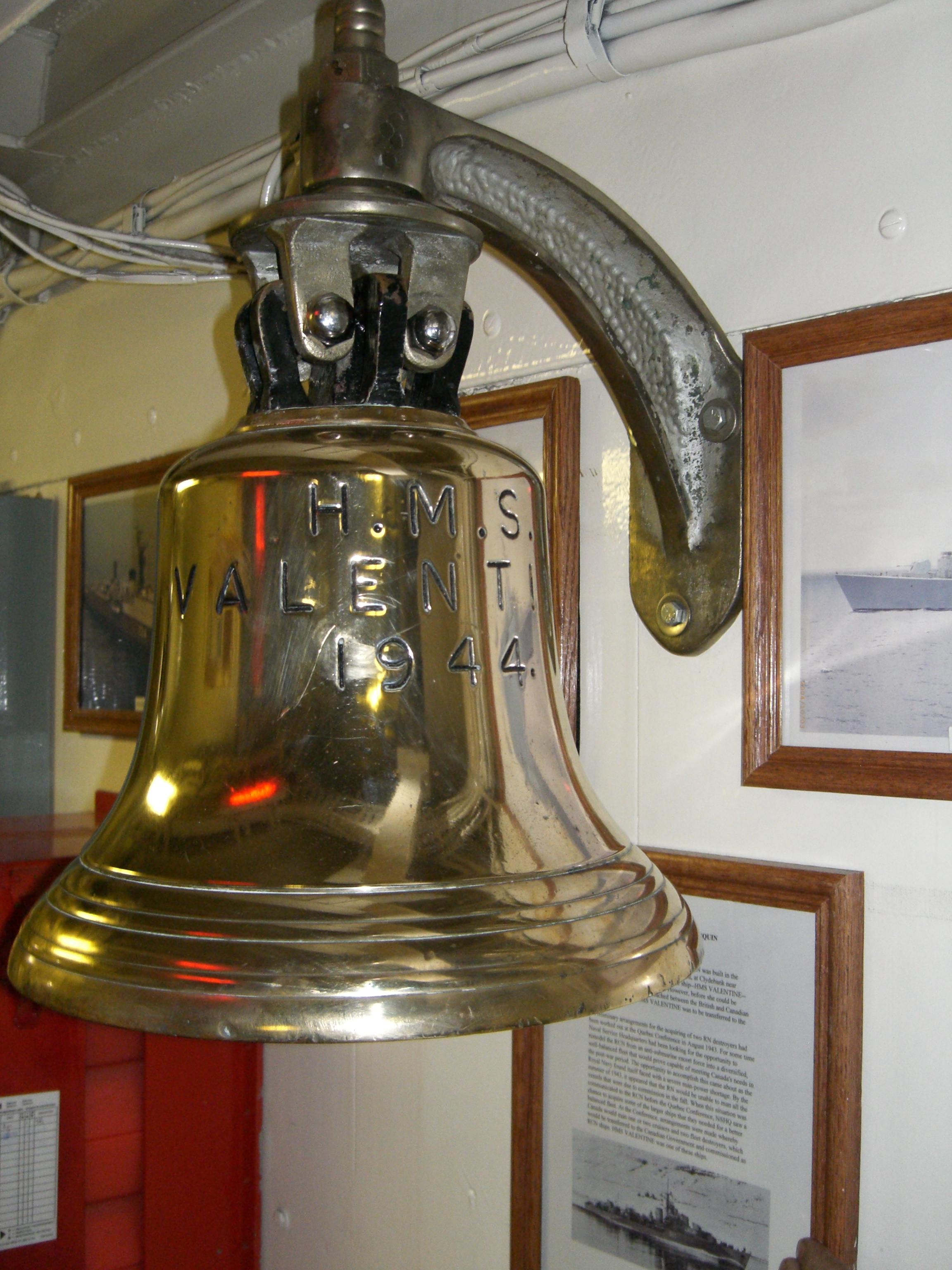
Cloche du HMS Valentine, qui devint le NCSM Algonquin (R17), à bord du NCSM Algonquin (DDG 283)

Le nom du navire est emprunté aux Algonquins, un peuple autochtone de l'Est du Canada, et signifie « là où l'on harponne du poisson et des anguilles ». Il s'agit du deuxième navire de la Marine royale canadienne à porter ce nom après le NCSM Algonquin (R17) (en), acheté au Royaume-Uni en 1944 et retiré du service en 1971. Sa devise est À coup sûr (With Sure Stroke) et ses couleurs sont l'or et le bleu azur,. Son insigne est composé d'un bras de guerrier sortant de la mer tenant un harpon qui transperce une anguille,,. Le bras rappelle le nom du navire et l'anguille son rôle de lutte anti-sous-marine. Il s'agit de l'insigne porté par le NCSM Algonquin (R17) pendant la Seconde Guerre mondiale.

### Honneurs de bataille
Le NCSM Algonquin porte trois honneurs de bataille de la Seconde Guerre mondiale reçus par héritage du premier NCSM Algonquin,,. Ce dernier a servi au sein des 23e et 26e flottilles de destroyers de la Home Fleet britannique en tant que navire d'escorte sur les côtes de la Norvège et de la France. 
| Honneur de bataille | Année(s)  |
| ------------------- | --------- |
| Norvège             | 1944      |
| Normandie           | 1944      |
| Arctique            | 1944-1945 |